# Amata recedens
Amata recedens är en fjärilsart som beskrevs av Lucas. Amata recedens ingår i släktet Amata och familjen björnspinnare. Inga underarter finns listade i Catalogue of Life.